# Jean-Adam Guilain
Jean-Adam-Guillaume Guilain (geboren als Johann Adam Wilhelm Freinsberg; circa 1680 - na 1739) was een Duitse componist en orgel- en klavecimbelspeler die in Parijs werkzaam was. De muziek van Guilain maakt deel uit van de Franse traditie, al doen sommige stukken aan Italiaanse composities denken.

## Biografie
Over zijn leven is niet veel bekend, niet eens zijn geboorte- en sterfdatum.  Hij was van Duitse herkomst. Vanaf 1702 was hij in Parijs werkzaam. Men weet echter niet onder welke omstandigheden hij zich daar vestigde. Waarschijnlijk was hij een leerling of assistent van Louis Marchand, aan wie zijn werk is opgedragen. Guilain stierf waarschijnlijk na 1739 omdat hij in dat jaar een band met stukken voor klavecimbel publiceerde. 
In 1706 publiceerde hij in twee banden Pièces d'orgue pour le Magnificat sur les huit tons différents de l'église, orgelstukken voor het Magnicat in de acht kerktoonsoorten. Slechts vier van de acht suites zijn overgeleverd. 